# Douglas Dolphin
Douglas Dolphin là một loại tàu bay đổ bộ lưỡng dụng. Chỉ có 58 chiếc được chế tạo, thực hiện nhiều nhiệm vụ như: vận tải quân sự, chở khách, tìm kiếm và cứu nạn.

## Biến thể
Dữ liệu từ:McDonnell Douglas Aircraft since 1920 Vol.1
Douglas Sinbad
Dolphin Model 1
Dolphin Model 1 Special
Dolphin Model 3
Dolphin 113
Dolphin 114
Dolphin 116
Dolphin 117
Dolphin 119
Dolphin 129
Dolphin 136
FP-1
FP-2
FP-2A
FP-2B
RD-1
RD-2
RD-3
RD-4
OA-3
C-21 định danh lại.
OA-4
C-26 định danh lại.
OA-4A
Y1C-26A định danh lại.
OA-4B
C-26B định danh lại.
OA-4C
4 chiếc OA-4A và 1 chiếc OA-4B được hiện đại hóa năm 1936.
Y1C-21
Y1C-26
Y1C-26A
C-21
Y1C-21 định danh lại.
C-26
Y1C-26 định danh lại.
C-26A
Y1C-26A định danh lại.
C-26B
C-29

## Quốc gia sử dụng
Argentina
- Argentina

 Úc
- Không quân Hoàng gia Australia

 Hoa Kỳ

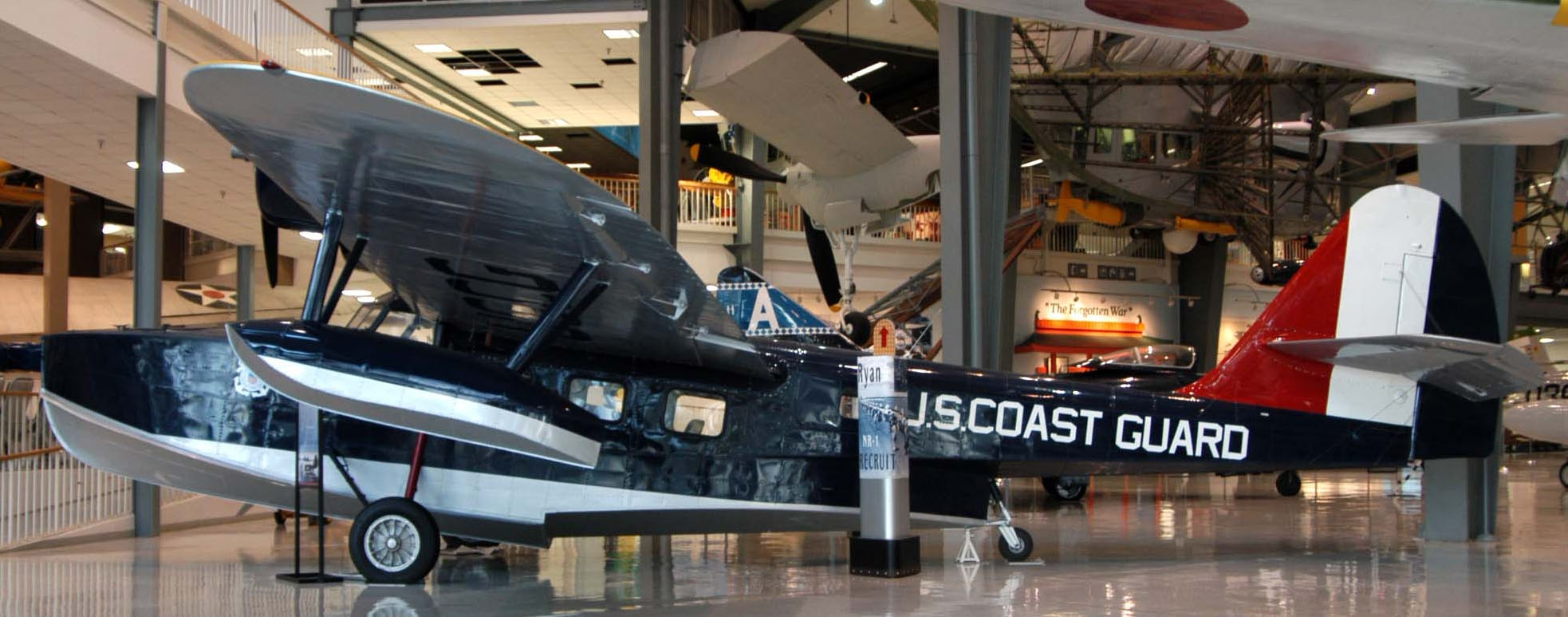
Một chiếc Douglas Dolphin tại Bảo tàng Quốc gia Không quân Hải quân.

- Quân đoàn Không quân Lục quân Hoa Kỳ
- Không quân Lục quân Hoa Kỳ
- Bảo vệ Bờ biển Hoa Kỳ
- Thủy quân Lục chiến Hoa Kỳ
- Hải quân Hoa Kỳ

## Tính năng kỹ chiến thuật (RD-3 Dolphin)

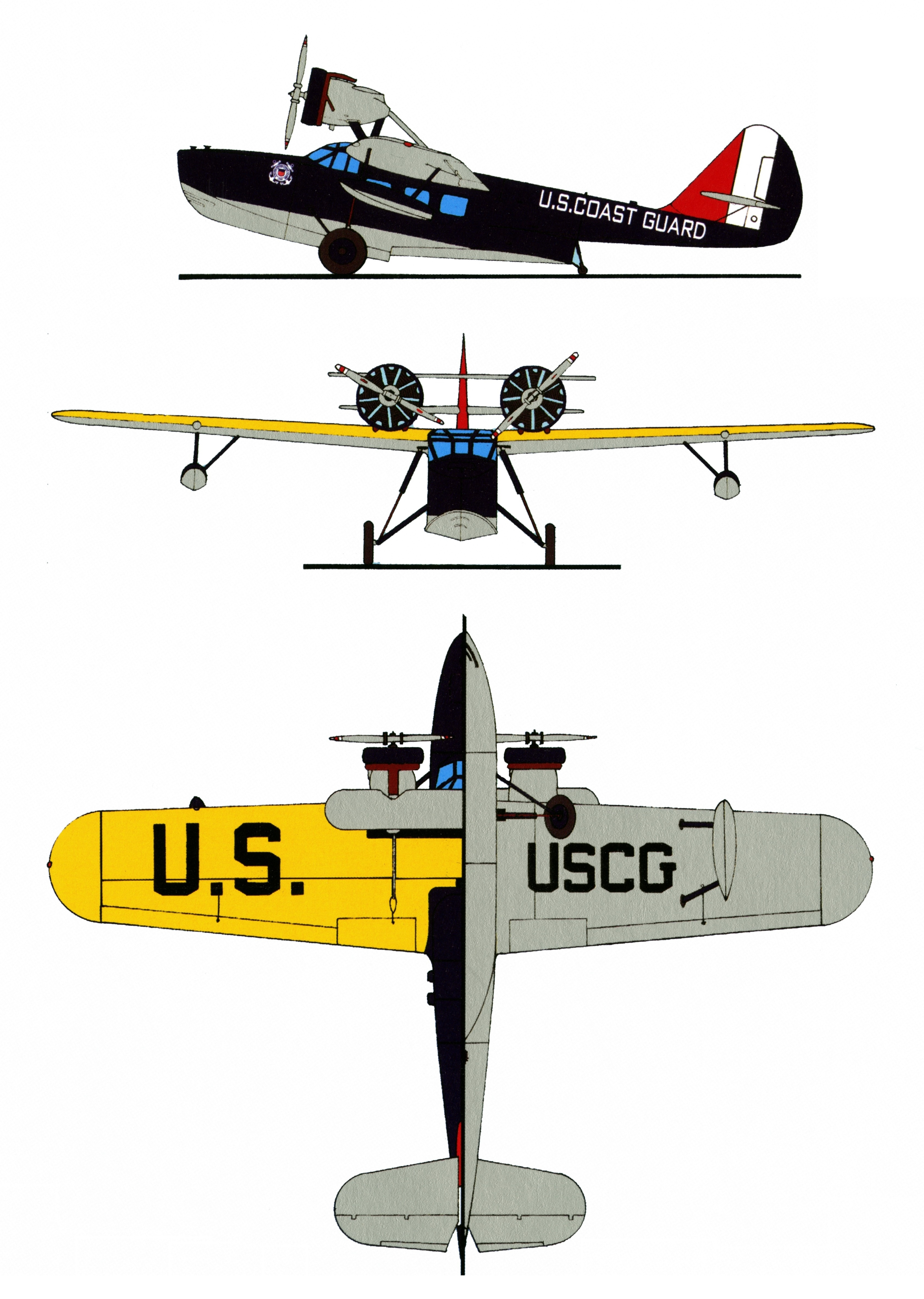

Dữ liệu lấy từ McDonnell Douglas Aircraft since 1920, Vol. 1
Đặc tính tổng quát
- Kíp lái: 2
- Sức chứa: 6 hành khách
- Chiều dài: 45 ft 3 in (13,79 m)
- Sải cánh: 60 ft (18 m)
- Chiều cao: 15 ft 2 in (4,62 m)
- Diện tích cánh: 6.370 foot vuông (592 m2)
- Trọng lượng rỗng: 6.764 lb (3.068 kg)
- Trọng lượng có tải: 9.734 lb (4.415 kg)
- Sức chứa nhiên liệu: 240 gal Mỹ (908 l)
- Động cơ: 2 × Pratt & Whitney R-1340-4 Wasp , 450 hp (340 kW)  mỗi chiếc

hoặc 2x động cơ 450 hp (336 kW) Pratt & Whitney R-1340-96 Wasp

Hiệu suất bay
- Vận tốc cực đại: 149 mph (240 km/h; 129 kn) trên mực nước biển
- Vận tốc hành trình: 105 mph (91 kn; 169 km/h)
- Tầm bay: 692 mi (601 nmi; 1.114 km)
- Trần bay: 15.100 ft (4.602 m)
- Vận tốc lên cao: 806,5 ft/min (4,097 m/s)
- Thời gian lên độ cao: 5,000 ft (2 m) trong 6 phút 12 giây
- Tải trên cánh: 16,4 lb/foot vuông (80 kg/m2)
- Công suất/khối lượng: 0,093 hp/lb (0,204 kW/kg)